# Luigi Roncaglia
Luigi Roncaglia (Roverbella, Màntua, 10 de juny de 1943) és un ciclista italià, ja retirat, que fou professional entre 1969 i 1970. Es dedicà principalment al ciclisme en pista.
Durant la seva carrera esportiva va prendre part en dos Jocs Olímpics, els de 1964, a Tòquio, en què aconseguí guanyar una medalla de plata en la prova de persecució per equips, junt amb Franco Testa, Vincenzo Mantovani i Carlo Rancati; i els de 1968, a Ciutat de Mèxic, en què guanyà una medalla de bronze en la mateixa prova, aquest cop junt a Lorenzo Bosisio, Cipriano Chemello i Giorgio Morbiato.

## Palmarès
- 1964
  -  Medalla de plata als Jocs Olímpics de Tòquio en persecució per equips
- 1966
  -  Campionat del món de persecució per equips amateur, amb Cipriano Chemello, Antonio Castello i Gino Pancino
- 1968
  -  Campionat del món de persecució per equips amateur, amb Giorgio Morbiato, Cipriano Chemello i Lorenzo Bosisio
  -  Medalla de bronze als Jocs Olímpics de Ciutat de Mèxic en persecució per equips
- 1970
  - 1r als Sis dies de Melbourne, amb Robert Ryan